# Colegio Mayor de Santa María de Todos Santos
El Colegio de Santa María de Todos los Santos  fue un célebre colegio en la Ciudad de México fundado en el año 1573 por Francisco Michón Rodríguez Santos; fue en todo el territorio de la Nueva España el único que adquirió la denominación de Colegio Mayor.  Su principal objetivo era otorgar tanto asilo como becas a un grupo limitado de jóvenes de familias distinguidas a fin de que pudieran continuar sus estudios después de haber egresado de los colegios menores; así, se dedicaban por completo al estudio de materias como teología, derecho civil y los cánones. Al terminar sus estudios, ellos mismos podían continuar ejerciendo una profesión dentro del mismo recinto. El colegio continuó sus actividades, aunque intermitentes, hasta el año 1833; hoy en día existen muy pocos archivos del mismo colegio que puedan otorgar cualquier tipo de testimonio, pues a mediados del siglo XIX se perdió todo rastro de archivo. 

## Fundación
Francisco Michón había sido nombrado en México rector de la real y pontificia Universidad en el año de 1558, pues era célebre su dedicación al estudio de las letras. Este cargo implicaba ser el director y responsable de todas las escuelas que habían sido erigidas desde la Conquista en el Nuevo Mundo y, al haberse propuesto con anterioridad la creación de un Colegio, emprende la tarea de generar fondos de su propia cuenta para solventar la construcción del mismo.
En el año de 1562 fue nombrado canónigo tesorero de la Catedral de México y, cuando consideró que tenía los suficientes recursos, en 1565 se presentó ante el Virrey para exponer el proyecto de edificar en el Nuevo Mundo un recinto semejante al Colegio Mayor Santa Cruz de Valladolid en España (lugar donde el mismo Rodríguez Santos había adquirido el título de doctor en Filosofía, Derecho y Cánones ) un colegio dirigido a jóvenes estudiantes que, después de haber hecho una carrera, la imposibilidad de continuar con sus estudios por tener que trabajar para solventar sus necesidades les impedía obtener grados mayores y, por ende, ser profesionales poco instruidos. Él cedería la propiedad donde habitaba para convertirla en las sede del colegio, por lo que solicitaba que se le proporcionaran indios que le auxiliaran en la construcción; así, se le concedieron diez indios que anteriormente habían colaborado en la construcción de la Catedral Metropolitana de la Ciudad de México, y que fueron dirigidos por un maestro de Arquitectura que también había trabajado en dicho proyecto. 
El 15 de agosto de 1573 siendo Virrey en la Nueva España Martín Enríquez de Almansa, se inaugura el colegio; se eligen como sus fundadores a ocho distinguidos bachilleres pasantes en las materias de Teología, Derecho y Cánones y, tal como se estipula en sus Constituciones, uno de los miembros de colegio fue nombrado Rector, cargo que sería renovado cada año. 

### Origen del nombre
El origen del nombre del Colegio Mayor de Santa María de Todos los Santos deriva de tres circunstancias: 
1. Colegio Mayor:  Las constituciones del Colegio trataban de ser en la mayor medida posible semejantes al Colegio Mayor de Santa Cruz Valladolid, en aquel entonces, sólo unos contados colegios tanto en España como en el Nuevo Mundo tuvieron la libertad de ser llamados “Mayores”, pues, a pesar de que se impartían las mismas cátedras que en los colegios Menores, el hecho de contar con mayores recursos y riquezas que aquellos y, sobre todo, poder tener la libertad de elegir a su Rector de entre los mismos colegiados, le confería dicho título. Sin embargo, no fue hasta el año de 1700 que la Real Corona le concedió y reconoció oficialmente los títulos y privilegios de Mayor.
2. Santa María: El día de su inauguración la Iglesia festejaba el misterio de la asunción a los cielos de la virgen María, y por ello se dedicó a esta celebración este colegio.

```
    
“ … de suerte que para el 15 de agosto de 1573, día en que celebra nuestra Madre la Iglesia el Misterio de la Asunción
 
        
a los Cielos de nuestra Señora la Virgen María comenzó a ver cumplidos sus deseos…”
[
1
]
```

1. Todos Santos: El nombre rinde homenaje al apellido del fundador Francisco Michón Rodríguez Santos.

```
    
“… y de Todos Santos para hacer relación al nombre de la familia del fundador, conociéndose desde entonces por Colegio de Santa María

        
de Todos Santos.”
[
2
]
```

## Constituciones
El colegio sustenta sus Constituciones en las mismas del Colegio de Santa Cruz de Valladolid, segundo colegio mayor más importante en España. Estas fueron redactadas por el mismo Rodríguez Santos en el año de su fundación; no obstante fueron aprobadas y confirmadas por el Virrey de la Nueva España, Martín Enríquez de Almansa y el Arzobispo de la Iglesia de México, Pedro Moya de Contreras hasta enero del año 1574. 
El colegio, en un principio, se regía por un total de 80 constituciones que indicaban tanto las condiciones que debía haber para la aceptación de los estudiantes como las reglas que se debían de respetar una vez sido aceptado dentro del colegio. También se menciona cómo debían ser las elecciones de quienes debían llevar el mando del Colegio y, con ello, sus respectivas responsabilidades y obligaciones.

### Resumen de las constituciones
Constituciones I-XIV: condiciones para los estudiantes respecto a su admisión y estadía.
- Se establece que en el colegio sólo se pueden admitir a diez estudiantes. Seis deben haber estudiado Derecho Canónico y Civil; los demás Teología o Artes. Todos debían tener, mínimo, el título de bachiller de su facultad de origen. (Constitución I)
- Se ordena que los estudiantes del colegio, aunque hayan nacido en México, deben tener origen Español. (Constitución II)
- Se establece que los aspirantes tengan los veinte años cumplidos; de lo contrario no será posible aceptarlos. (Constitución IV)
- Se prohíbe que los aspirantes tengan un pariente dentro del colegio, por lo menos hasta el cuarto grado de parentesco. (Constitución V)
- Queda estrictamente prohibido que algún estudiante por medio de algún favor ingrese al Colegio. (Constitución VI)

Constituciones XV-XXIV: sobre la elección y las responsabilidades del quienes se encargan de dirigir el colegio.
Constituciones XXV-LXXX: sobre los deberes que toda la comunidad debe cumplir con respecto al colegio.

### Añadidos a las Constituciones
En el año de 1646, siendo rector del Colegio Nicolas del Puerto, se añade una segunda parte con 24 estatutos que bien complementaban o explicaban las Constituciones estipuladas por Rodríguez Santos. También se anexa un interrogatorio compuesto de 14 artículos dirigido a quienes aspiraban ingresar al colegio. Las preguntas se enfocaban a conocer aspectos básicos de su vida: la limpieza de sangre, la genealogía, sus costumbres, etc. 

## Cierre
Después de la Independencia, la actividad del colegio es irregular, pues, a partir de este periodo hasta su fecha de clausura, sucedieron una serie de clausuras y reaperturas. Pero no fue hasta octubre de 1833 que se ordena el cierre definitivo del Colegio de Santa María debido a la promulgación de la Primera Reforma Liberal por Valentín Gómez Farías, que buscaba arrebatar la organización y disposición de asuntos civiles (como la educación) a la supremacía eclesiástica.

## Biblioteca Colegial
Durante sus tres siglos de existencia, el Colegio contó con un importante acervo bibliográfico de libros sobre materias de filosofía, derecho, teología, historia y humanidades. 
Se sabe que incluso antes de su apertura, Rodríguez Santos se preocupó por abastecer el recinto bibliotecario del lugar con un gran acervo de libros y obras selectas. Tan importante era el cuidado y uso de ésta, que dentro de sus Constituciones, en un solo apartado, se estipula que los libros de ningún modo deben ser extraídos del Colegio; es más, ni siquiera era posible que los alumnos llevaran los libros de la biblioteca a su cámara. Si alguien cometiera dicha falta tres veces, sería expulsado del recinto.
Antes del año de 1829 el acervo de la biblioteca fue aumentado con un importante número de obras modernas; pero, una vez que fue clausurado el recinto, el gobierno se apropió de la gran mayoría de sus posiciones; sin embargo “la biblioteca fue remitida a San Ildefonso en 1843; ahí sus libros, seguramente con bastante merma, se mezclaron con los primitivos de esta biblioteca."
Hoy en día existen en algunos acervos bibliográficos algunos libros cuyo origen se sospecha que fue la Biblioteca del Colegio Mayor, y es posible inferirlo gracias a marcas propiedad en los libros (como, por ejemplo, una marca de fuego). Según el Catálogo Colectivo de Marcas de Fuego, se atribuyen a este recinto las siguientes marcas:
- Una inicial S que probablemente sea la abreviatura de "Santos".[5]
- Monograma desglosado como "Santo".[6]